# Казакевич, Владислав Валентинович
Владисла́в Валенти́нович Казаке́вич (бел. Уладзіслаў Валянцінавіч Казакевіч; род. 17 декабря 1998 года, Минск, Беларусь) — житель Минска, бывший студент Международного университета «МИТСО». Получил известность после того, как 8 октября 2016 года, используя бензопилу и топор, совершил нападение на посетителей торгового центра «Европа», расположенного в Советском районе города. В результате инцидента погиб один человек, ещё двое получили различные ранения. Дело вызвало широкий общественный резонанс, оно было названо уникальным для Беларуси и ставилось в один ряд с террористическим актом в Минском метрополитене.
Преступника удалось задержать на месте происшествия. 20 февраля 2017 года по делу о нападении начался судебный процесс, уже 3 марта 2017 года Минский городской суд приговорил Казакевича к 15 годам лишения свободы.

## Биография
Владислав Казакевич родился 17 декабря 1998 года в городе Минске. Родители — Валентин и Ольга Казакевич (впоследствии сменила фамилию на Можейко), в семье также воспитывалась сестра. Согласно данным СМИ, семья была обеспеченной, однако её было трудно назвать благополучной: в прессе сообщалось, что мать и сестра подростка жили за границей, отец проживал в белорусской столице, однако Владислав с 15 лет жил в отдельной квартире. Впоследствии Ольга Можейко эти сведения опровергала, хоть и подтверждая при этом, что в 2014 году она вышла замуж в Германии и периодически покидала Белоруссию. «Мы не проживали отдельно. Он жил или со мной, или с сестрой, или с дедушкой. Один оставался на несколько дней», — впоследствии опровергала эту информацию Ольга Казакевич, также заверяя, что её сын никогда не хотел жить с отцом.
До шестого класса Влад учился в минской гимназии № 23, где его характеризовали как застенчивого и скрытного ребёнка, у которого почти не было друзей. По словам Валентина Казакевича, мальчика пришлось перевести в другое учебное заведение из-за конфликта с классным руководителем. «Она его, можно сказать, травила. А нас всё время вызывали к директору, мы даже хотели на неё написать заявление. Однако потом решили ни себя, ни её не дёргать и перевелись в другую школу», — рассказывал он.
На новом месте учёбы, в гимназии № 6, учителя оценивали его как доброго, трудолюбивого и отзывчивого подростка, сангвиника с хорошими способностями и высокой самооценкой. «Парень хорошо развит. Со сверстниками отношения дружеские, с преподавателями — хорошие», — указывалось в характеристике, составленной в 2013 году для представления в военный комиссариат. Практически все оценки у Казакевича также были удовлетворительные.
В 2014 году Владислав предпринял несколько попыток самоубийства. В октябре подросток пытался отравить себя угарным газом в гараже, где его и обнаружила мать. К тому моменту родители подростка разыскивали его и даже сообщили в правоохранительные органы о его исчезновении, поскольку незадолго до этого он отправил классному руководителю SMS странного содержания. Также Казакевич два раза пытался повеситься и предпринимал попытку спрыгнуть с 24 этажа многоэтажного здания. Вспоминая о данных событиях, Владислав утверждал, что не помнит, чем были вызваны данные попытки, говоря, что был тогда «идиотом».
По настоянию сотрудников правоохранительных органов подросток был помещён в Республиканскую клиническую психиатрическую больницу в Новинках. Там специалисты диагностировали у Владислава шизотипическое расстройство. Заведующий отделением, где проходил лечение Казакевич, Андрей Третьяк позднее рассказывал в суде, что проблем глобального характера, которые могли бы вынудить молодого человека совершить самоубийство, не было. «Казакевич говорил, что раньше помогал другим, но потом что-то в нём изменилось, и он стал другим. Мать его была верующим человеком, пыталась и его этим увлечь. Но он отвечал, что не любит, когда люди ходят в церковь. Ему нравится, когда церкви сжигают», — свидетельствовал он. По словам Третьяка, за время нахождения в стационаре Влад помирился с матерью, ежедневно посещавшей отделение, начал строить планы, «у него купировались суицидальные идеи».
После выписки Влад был поставлен на учёт в психиатрическом диспансере, а также был переведён в другое учебное заведение. «Состоял чуть больше года. Меня раздражало туда ездить, я считал это ненужным. Я состоял год с лишним. Оказалось, можно написать заявление и сняться с учёта. И в начале 2016 года я снялся», — рассказывал он. Из характеристики, составленной на Казакевича на новом месте учёбы — в школе № 27, следует, что подросток «по характеру интроверт, имел сниженную потребность в общении, предпочитал молчать, но участвовал в школьных мероприятиях, сам инициативу не проявлял, но на помощь откликался». Средний балл аттестата Владислава составлял 6,8.
В 2016 году Казакевич поступил в Международный университет МИТСО на специальность «юрист-международник», набрав при поступлении 255 баллов. Практически с самого начала учебного года Владислав начал пропускать занятия: у подростка было 78 часов пропусков, заместитель декана безрезультатно приглашала его в деканат и пыталась дозвониться его матери, Ольге Можейко. «У меня были проблемы с внешностью, с кожей. Я не хотел приходить на занятия из-за угревой сыпи. Стеснялся своей внешности», — объяснил впоследствии Казакевич.

## Нападение
По данным следствия, 8 октября 2016 года примерно в 17:27 17-летний Владислав Казакевич вошёл в здание минского торгового центра «Новая Европа», расположенное на улице Сурганова (Советский район), через боковой вход, пронеся бензопилу и топор в чехле от гитары. Оказавшись внутри, он завёл пилу и нанёс тяжкие телесные повреждения продавщице Елене Александронец (1973 г. р.). Когда бензопила заглохла, преступник добил потерпевшую топором.
Затем злоумышленник нанёс удары топором оказавшейся рядом Оксане Витвер (1970 г. р.), а также незначительные телесные повреждения уборщице торгового центра. В 17:35 на место происшествия прибыли сотрудники милиции. При помощи охраны и сотрудников торгового комплекса милиционерам удалось нейтрализовать и задержать нападавшего.
По версии очевидцев: «Когда нападавший двигался по коридорам центра, его постоянно преследовали от 5 до 15 человек, которые пытались его остановить — бросали в него урны, стулья. Хотел бы выразить свою благодарность тем людям, которые пытались его задержать», — отметил на пресс-конференции первый заместитель председателя Следственного комитета Алексей Волков. Он также рассказал, что подросток был задержан при помощи посетителей центра и продавцов. «Что касается того, задерживала ли его охрана… Это под вопросом. На видео сотрудников охраны центра мы не увидели. И это будет отдельным поводом для разбирательства», — добавил первый заместитель председателя СК.

## Расследование и суд
Против Казакевича было возбуждено уголовное дело по признакам преступления, предусмотренного части 1 статьи 139 («убийство при отягчающих обстоятельствах») Уголовного кодекса Республики Беларусь. 20 октября 2016 года подозреваемому была назначена психолого-психиатрическая экспертиза, которая проходила в стационарных условиях комиссией, состоящей из наиболее опытных психиатров и психологов, с целью определения вменяемости подозреваемого. 21 ноября экспертиза была продлена. 29 декабря 2016 года было завершено следствие по уголовному делу. Действия обвиняемого квалифицировались по ч. 1 ст. 13 и ч. 2 ст. 139 (приготовление к убийству двух и более лиц), ч. 1 ст. 14 и ч. 2 ст. 139 (покушение на убийство двух и более лиц), ч. 2 ст. 139 (убийство, совершенное с особой жестокостью из хулиганских побуждений), ч. 1 ст. 339 (хулиганство). Уголовное дело передано прокурору для направления в суд.
20 февраля 2017 года начался судебный процесс по делу о нападении в торговом центре «Новая Европа», обвиняемый Владислав Казакевич. Обвиняемый признал свою вину, заявив, что сожалеет, что к нему не может быть применена смертная казнь, а также о том, что продолжит убивать людей после того, как выйдет на свободу. 3 марта 2017 года Казакевич был приговорён к 15 годам лишения свободы, а также к выплате более 220 000 рублей в пользу всех потерпевших.
В июне 2017 года Верховный суд Белоруссии рассмотрел жалобу на приговор Казакевичу: адвокат подсудимого требовал вновь отправить Казакевича на медицинское освидетельствование. Суд прошение отклонил, приговор остался без изменений. «Убийство моей супруги было совершено с особой жестокостью, цинично и целенаправленно. Он избрал кровавый способ убийства — шёл резать людей бензопилой. Это белорусский Брейвик», — заявил муж убитой Александр Александронец.

## Жизнь в тюрьме
По словам администрации исправительной колонии № 17 города Шклова, где Казакевич отбывал наказание, он с первых дней попал в категорию проблемных заключённых: к октябрю 2017 года имел 17 дисциплинарных взысканий и отбыл более 170 дней в штрафном изоляторе. 12 октября 2017 года совершил нападение с заточкой (по другой версии, с ножом) на двух работников ИК, начальника колонии и конвоира Алексея Кузана, один из которых (Кузан) был легко ранен. Ему были предъявлены обвинения в покушении на убийство 2 и более лиц, по которому убийце могло грозить увеличение срока заключения до 25 лет.
7 марта 2018 года дело Владислава Казакевича было передано в суд.
15 мая 2018 года Могилёвский областной суд признал Владислава Казакевича виновным по всем инкриминируемым ему статьям обвинения, а именно в приготовлении к убийству и покушении на убийство двух человек в связи с их служебной деятельностью лицом, ранее совершившим убийство, а также нападении на представителя администрации исправительного учреждения со стороны осуждённого, и приговорил его к увеличению срока заключения до 22 лет лишения свободы.